# Pontiac (wódz)
Pontiac – wódz Indian z plemienia Ottawa. Urodził się około 1720 r. Jego ojciec pochodził z plemienia Ottawa, matka zaś – z plemienia Odżibwejów. Około 1755 roku został wodzem wojennym plemienia Ottawa (Odaawa). Pontiac to zanglicyzowana forma imienia Obwendiyag oznaczającego w dialekcie ottawskim „Tego, który uśmierza ból”.
Był wyznawcą poglądów Neolina, proroka z plemienia Delaware, który zachęcał Indian do porzucenia wszystkich brytyjskich dóbr i obyczajów.
Pontiac walczył po stronie Francuzów podczas tzw. wojny Francuzów i Indian z Anglikami (1754–1763). Bitwa nad Monongahelą w roku 1755 unaoczniła Brytyjczykom słabość oddziałów europejskich walczących w szyku liniowym przeciwko partyzanckiej taktyce Indian. Podobnie jak inni wodzowie Pontiac odczuwał wyraźną wrogość do Brytyjczyków, których obwiniał za grabież ziem należących do Indian i ograniczenie handlu z osadnikami. Nie zmieniło tego nawet jedno z porozumień zawartych przez Pontiaca z brytyjskim majorem Robertem Rogersem w roku 1760.
Pontiac był jedną z najwybitniejszych postaci indiańskich. Gotowy był poświęcić życie za zachowanie sposobu życia i kultury Indian, walcząc z przeważającymi siłami wroga. W walkach okazał się wybitnym wodzem, potrafiącym pokonać zdyscyplinowane i dobrze uzbrojone oddziały brytyjskie. W 1763 roku został naczelnym przywódcą tzw. powstania Pontiaka (1763-1766), zakończonego porażką sprzymierzonych plemion indiańskich. Na wezwanie wodza Ottawów do walki stawiło się w wojennym obozie nad rzeką Ecorse wiele plemion: Wyandoci, Lenapowie (in. Delawarowie), Saukowie i Lisy, Odżibueje, Shawnee, a nawet dwa plemiona irokeskie Cayuga i Seneca. 7 maja 1763 r. rozpoczęto powstanie atakiem na Detroit, którego jednak nie udało się zdobyć mimo wielotygodniowego oblężenia. Jednak w krótkim czasie zdobyto 9 spośród 12 brytyjskich fortów między zatoką Michigan a Fortem Pitt, którego również nie udało się przejąć. Po sierpniowej porażce sił indiańskich z armią pułkownika Bouqueta powstanie zaczęło upadać. W październiku 1763 r. pokój z Anglikami podpisali Odżibueje, Wyandoci i Pottawatomi, gdy Fort Detroit nadal oblegali już tylko sami Ottawowie Pontiaka. Ale i on wycofał się na południe nad rzekę Maumee, choć nadal prowadził tylko wojnę podjazdową aż do 1764 roku.
Po klęsce Indian Pontiac resztę życia spędził wraz z najbliższą rodziną nad brzegami rzeki Maumee. W 1769 roku został zamordowany przez przekupionego przez Brytyjczyków Indianina z plemienia Kickapoo. Dziś wśród plemion znad Wielkich Jezior krąży legenda, że wczesną wiosną we mgle pojawia się nad jeziorem Huron widmo Pontiaka w czółnie i znika za horyzontem.